# Llorenç González
Llorenç Gonzalez est un acteur espagnol né Llorenç González Ramírez à Barcelone le 1er octobre 1984. Il est connu pour avoir tenu les rôles Andrés dans la série Grand Hôtel et Jonás Infantes dans les séries Velvet et Velvet Colección.

## Biographie
Llorenç Gonzalez est le frère de Robert González. Il débute au cinéma en 2012 avec la sortie du film Le Sexe des anges puis enchaine très vite sur le tournage de la série à succès du Downton Abbey espagnol baptisé : Grand Hôtel

## Filmographie

### Cinéma
- 2012 : Le Sexe des anges : Bruno
- 2019 : Velvet : Un Noël pour se souvenir : Jonás Infantes

### Télévision
- 2011-2013 : Grand Hôtel : Andrés
- 2013-2016 : Velvet : Jonás Infantes
- 2017- 2018: Velvet Colección :Jonás Infantes
- 2023 - 2025 : La Moderna : Miguel